# Baumgarten bei Gnas
Baumgarten bei Gnas är en ort i  kommunen Gnas i Österrike. Den ligger i distriktet Südoststeiermark i förbundslandet Steiermark.
Baumgarten bei Gnas var tidigare en självständig kommun, men blev den 1 januari 2015 en del av kommunen Gnas.  Kommunen bestod av tre orter (Ortschaften) (inom parentes invånarantal 1 januari 2024):
- Badenbrunn (90)
- Baumgarten (188)
- Wörth (276)